# Bodorka
A bodorka vagy búzaszemű keszeg (Rutilus rutilus) a sugarasúszójú halak (Actinopterygii) osztályának pontyalakúak (Cypriniformes) rendjébe, ezen belül a pontyfélék (Cyprinidae) családjába tartozó faj.
A Rutilus halnem típusfaja.

## Előfordulása

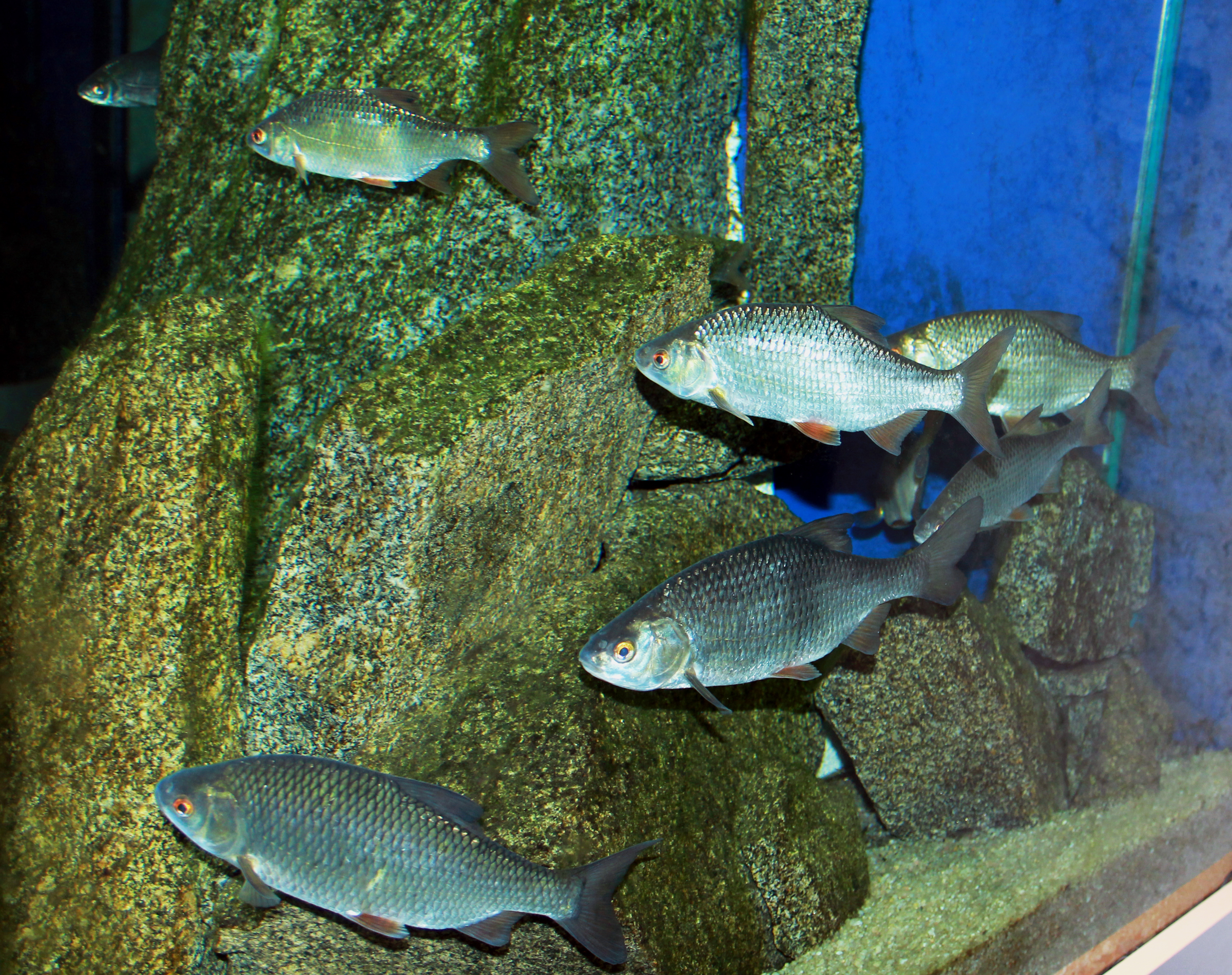
Egy prágai akváriumban

Minden vizünkben él, a Velencei-tóban tömegesen. Szereti a csendesen folyó és állóvízű helyeket, nyáron főként a hínáros részeket keresi. Egész Európára jellemző faj, a déli félszigeteket kivéve.

## Megjelenése
Kis termetű, legtöbbször 10–18 cm-es. Az első évben 3-5, a 2. évben 6-7, a 3. évben 8-10, a 4. évben 10-15, az 5. évben 14–16 cm nagyságú. Táplálékkal bőven ellátott vizekben nem ritkák 25  cm-es példányok sem.

### Ismertető jelei
Teste oldalról lapított, nem túl magas hátú, szája csúcsba nyíló, középállású. A has- és hátúszók első sugarai merőlegesen egy vonalba esnek, a hasvonal a has- és a farok alatti úszók között hengeres, él nincs rajta. A táplálékbő vizekben, magasabb, szélesebb hátú, ún. állóvízi változata él, szemben a „folyóvízi” nyúlánkabb egyedekkel.

### Színe
Szemgyűrűje pirosas (búzamag színű), innen a másik neve, a hát zöldesszürke, a has fehér, a páros úszók enyhén vörhenyesek, a páratlanok szürkésvörösek.

## Életmódja
Rovarlárvát, aprócsigát, planktonrákokat, hínárhajtásokat fogyaszt.

## Szaporodása

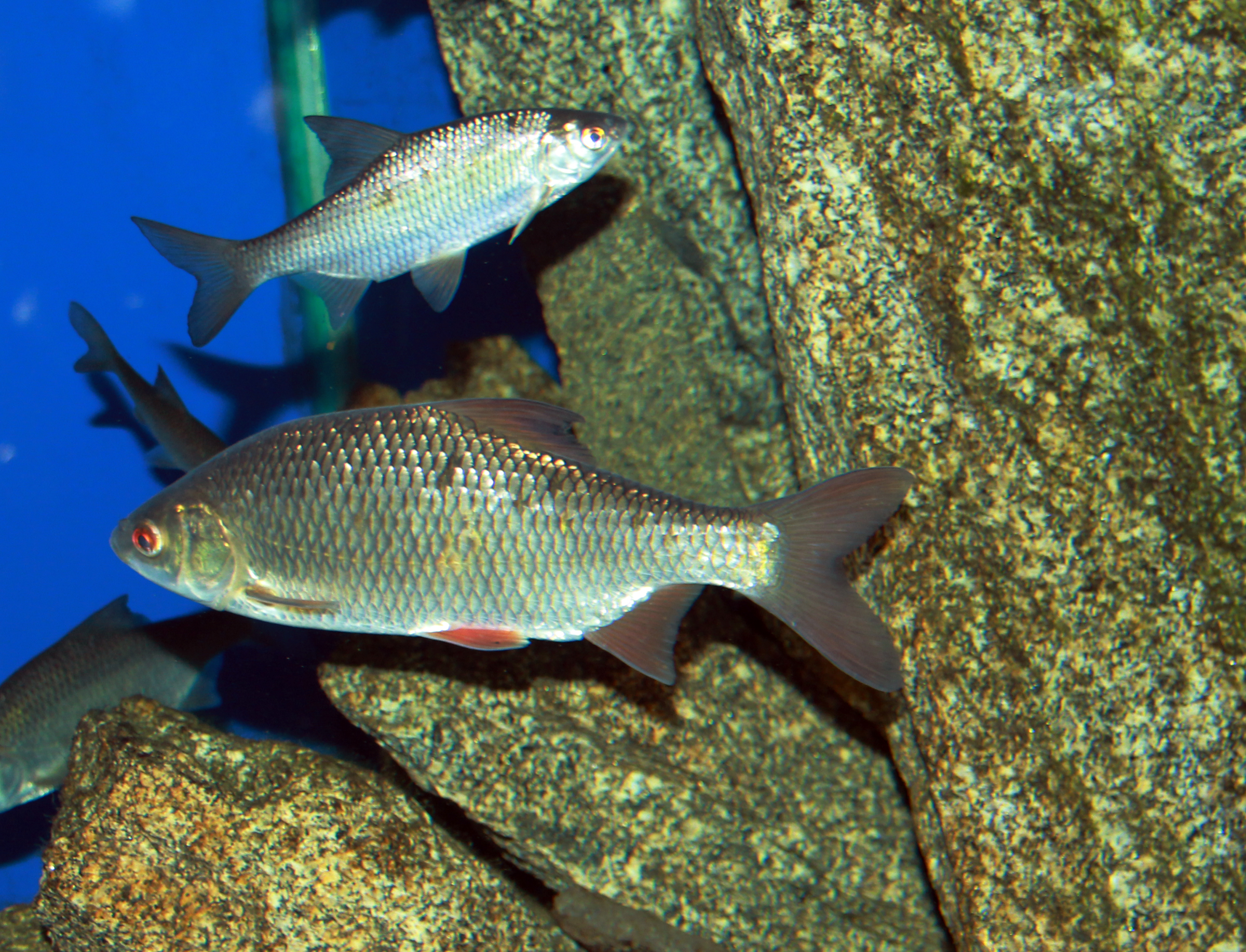
Egy prágai akváriumban

Április elején 10-12 °C-os vízhőmérsékleten csoportosan ívik. A hímeken ilyenkor ún. nászkiütés jelenik meg. Gyökérzetre, algás kövekre, vízinövényzetre ragad sárgás 1-1,5 mm átmérőjű ikrája. Az ikramennyiség 20-100 000 testsúlykilogrammonként. Az ivarérés a 2. ill. a 3. nyár után következik be. 
Elhúzódó ívása esetén képes kereszteződni közeli rokonával a vörösszárnyú keszeggel (ez a faj később ívik). Hibridjeik életképesek, mindkét faj jegyeit magukon viselik és nagyobbra nőnek a bodorkánál.

## Gazdasági jelentősége
Étkezési értéke csekély, nagyon szálkás, húsa kevésbé ízletes. A süllő ívási parazitája, mivel szívesen ikrázik a süllők által tisztogatott fészekhelyre, ezzel befullasztja a süllőikra egy részét.

## Horgászati jelentősége
Időszakonként tömeges kapást nyújtó hal, ezért főként francia, belga és luxemburgi horgászok kedvelik. Nálunk inkább csalihal. Csalija aprógiliszta, paprikás kenyér, puliszka, csontkukac. Fogása nem esik korlátozás alá.